# Territorios Sevilla
Territorios Sevilla fue un festival de música que tenía lugar en la capital hispalense cada primavera, organizado por una empresa privada y con apoyo institucional y de patrocinadores privados. En su primera edición en 1998 y en las tres siguientes, la programación mantenía en todas las actuaciones algún elemento en común. Así por ejemplo, en el primer año el cartel estaba dedicado a la música Celta mientras que el cuarto se dedicó a la “música urbana”. En su quinta edición, la de 2002, el festival dejó de tener ese carácter temático, manteniendo eso sí la etiqueta “música de los pueblos”.
El Festival Territorios Sevilla se ha caracterizado siempre por la combinación de conciertos gratuitos en céntricas plazas de la ciudad (El Salvador, San Francisco o Alameda de Hércules, por ejemplo) con actuaciones de pago en otros escenarios como el Monasterio de San Jerónimo, Auditorio de la Cartuja o el Monasterio de la Cartuja (Centro Andaluz de Arte Contemporáneo, CAAC). En los últimos años, el festival ha dado un giro en su estructura convirtiéndose en un festival mucho más ecléctico en el que se pueden disfrutar conciertos de artistas nacionales e internacionales de diversos estilos.
Algunos de los grupos o artistas que han figurado en el cartel son por ejemplo The Chieftains, Talvin Singh, Goran Bregovic, Mogwai, Carlinhos Brown, Ismael Lo, Tortoise, Natacha Atlas, Nitin Sawhney o Antony and the Johnsons, entre muchos otros.
En 2012 el festival celebra su edición número 15 y se consagra como uno de los festivales más estables del panorama nacional.

## Ediciones
El Festival Territorios Sevilla cuenta hasta la fecha con 15 ediciones.

### Primera edición: Territorios Celtas (1998)
En su primera edición el Festival se hizo llamar "Música de los Pueblos: Territorios celtas", dedicando su programación a este tipo de música. Se desarrolló durante los días 5 y 6 de junio de 1998, con conciertos gratuitos en las Plazas San Andrés, El Salvador y San Francisco, y conciertos de pago (500 pesetas) en el Palacio de Deportes San Pablo. El cartel contó con 13 nombres.
Además de las actuaciones, se realizó una exposición sobre instrumentos de música celta y una conferencia-mesa redonda sobre la música celta con los ponentes Ramón Trecet, Carlos Galilea, Manuel Ferrand y Jorge Flo.
|                    | PLAZA SAN ANDRÉS                | PLAZA EL SALVADOR        | PLAZA SAN FRANCISCO           | PALACIO DE DEPORTES             |
| ------------------ | ------------------------------- | ------------------------ | ----------------------------- | ------------------------------- |
| Viernes 5 de junio | - Michael McGoldrick            | - La Musgaña             | - Capercaillie                | - Carlos Núñez - The Chieftains |
| Sábado 6 de junio  | - Urbàlia Rurana - Primera Nota | - Rare Folk - Berrogüeto | - Lúnasa - Cherish the Ladies | - Kepa Junkera - Gwendal        |

### Segunda edición: Territorios de la Mediterranía (1999)
En el segundo año aumenta el número de actuaciones (18 grupos) y transcurre en los días 28 y 29 de mayo. La Plaza Nueva sustituye a la Plaza San Francisco como ubicación de uno de los tres escenarios callejeros.
Al igual que en la primera edición, en esta segunda también se hizo una exposición con instrumentos propios de músicas del Mediterráneo.
|                    | PLAZA SAN ANDRÉS                           | PLAZA EL SALVADOR     | PLAZA NUEVA                                      | PALACIO DE DEPORTES                                                               |
| ------------------ | ------------------------------------------ | --------------------- | ------------------------------------------------ | --------------------------------------------------------------------------------- |
| Viernes 28 de mayo | - Tenores Di Bitti                         | - Fanfare Ciocarlia   | - Dorantes                                       | - Rimitti - Nena Venetsanou - La Macanita - Nadia Márquez - Houria Aïchí - Blajke |
| Sábado 29 de mayo  | - Sílvia Comes & Lídia Pujol - David Broza | - Ekova - Tak Farinas | - Orquesta Andalusí de Tetuán - Eduardo Paniagua | - Khaled - Natacha Atlas                                                          |

### Tercera edición: Territorios Atlánticos (2000)
La tercera edición del Festival transcurre los días 2 y 3 de junio de 2000 y en ella aparece por primera vez el Monasterio de San Jerónimo como ubicación del escenario principal, que en ediciones posteriores se convertirá en el más característico del festival. Los precios de los dos conciertos de pago (aquellos que transcurren en el Monasterio) suben de 500 a 1500 pesetas respecto a la edición anterior. El cartel se ve reducido a 8 grupos.
|                    | MONASTERIO SAN JERÓNIMO               | PLAZA EL SALVADOR                          | PLAZA SAN FRANCISCO           |
| ------------------ | ------------------------------------- | ------------------------------------------ | ----------------------------- |
| Viernes 2 de junio | - Ismael Lo - Vieja Trova Santiaguera |                                            |                               |
| Sábado 3 de junio  | - Jazz Jamaica - Maita Vende Cá       | - Oskorri & Kepa Junkera - Waldemar Bastos | - Los de Abajo - Rubén Dantas |

### Cuarta edición: Territorios Urbanos (2001)
|                    | MONASTERIO SAN JERÓNIMO          | CARPA HEINEKEN (En el Monasterio)      | PLAZA DEL SALVADOR                            | PLAZA SAN FRANCISCO    |
| ------------------ | -------------------------------- | -------------------------------------- | --------------------------------------------- | ---------------------- |
| Viernes 1 de junio | - Orishas                        | - A Falta de Pan - Aki Nawaz - Dj Ritu |                                               |                        |
| Sábado 2 de junio  | - Natacha Atlas                  | - Los Delinqüentes                     | - Aki Nawaz - Dj Ritu - Alexis & Urban Griots | - Fun´da´mental - Nash |
| Domingo 3 de junio | - Philip Glass & Foday Musa Suso |                                        | - Gewel                                       |                        |

### Quinta edición: Territorios Sevilla 2002

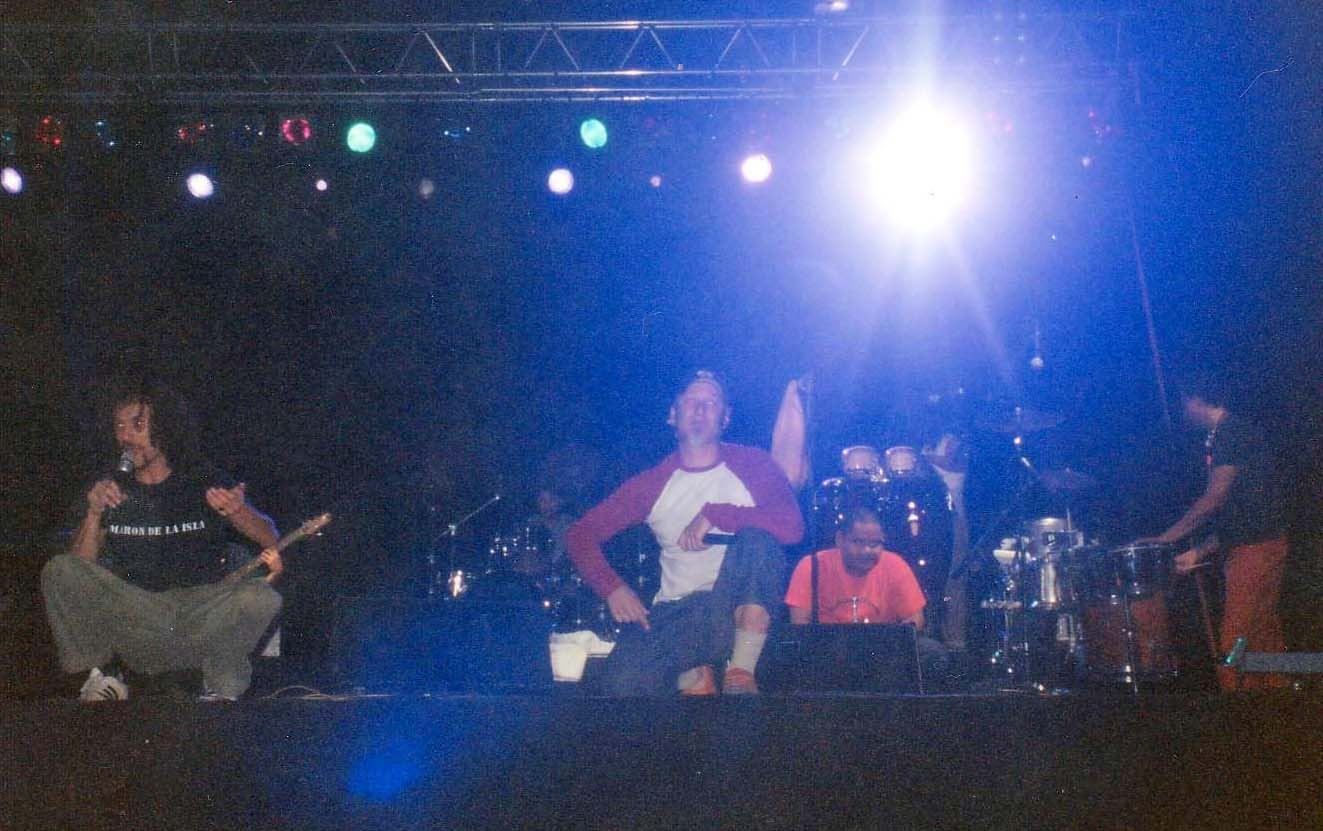
Macaco en Territorios Sevilla 2002.

En 2002 desaparecen los nexos entre espectáculos y con ello un nombre específico para cada edición, llamándose "Territorios Sevilla" a secas, con la coletilla "Festival Internacional de música de los Pueblos". Este nombre lo mantiene hasta la fecha.
Los tres conciertos en el Monasterio de San Jerónimo cuelgan el cartel de "no hay billetes", el de Goran Bregovic incluso con varios días de antelación, convirtiéndose en el broche final de la edición. Tal fue la expectación que la organización decidió apuntarlo al cartel del año siguiente, esta vez en el Auditorio de la Cartuja, de mayor aforo que el patio del Monasterio de San Jerónimo.
El Prado de San Sebastián y el patio del Rectorado de la Universidad de Sevilla se convierten en escenarios del festival por primera y única vez hasta la fecha.
| Jueves 6 de junio     | - Macaco - Fun´da´mental              |                                                               |                  |                    |                     |
| Miércoles 12 de junio |                                       | - Anouar Brahem                                               |                  |                    |                     |
|                       | MONASTERIO SAN JERÓNIMO               | CARPA HEINEKEN (En el Monasterio)                             | PLAZA SAN ANDRÉS | PLAZA DEL SALVADOR | PLAZA SAN FRANCISCO |
| Jueves 13 de junio    | - Trilok Gurtu - Asian Dub Foundation | - Diego A. Manrique DJ - Heineken Ultissimo                   |                  |                    |                     |
| Viernes 14 de junio   | - Talvin Singh                        | - Heineken Ultissimo - Llorca DJ                              | - Mastretta      | - Nilo MC          | - Llorca            |
| Sábado 15 de junio    | - Goran Bregovic                      | - Afrocelt Sound System - Heineken Ultissimo - Rodolfo Poveda | - Jorge Drexler  | - Kelvis           | - Trio Mocotó       |

### Sexta edición: Territorios Sevilla 2003

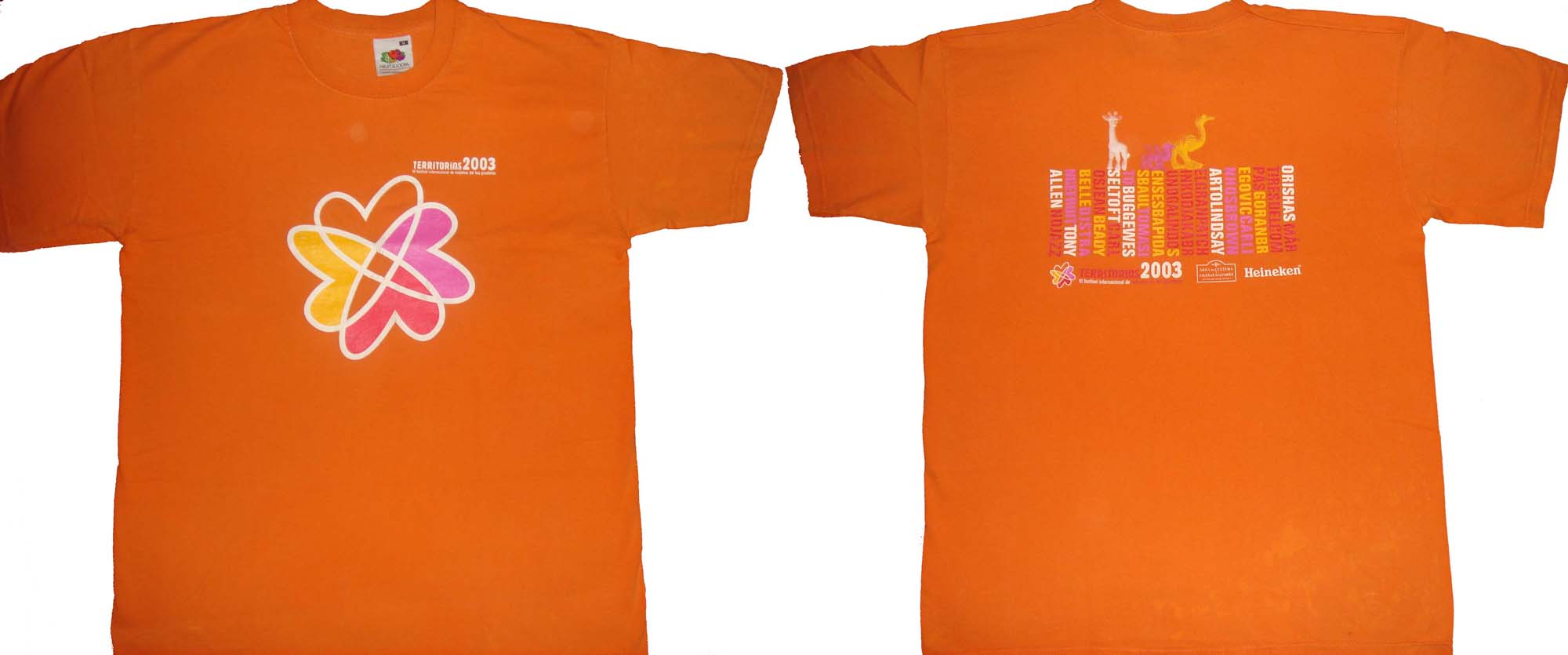
Camiseta con motivo del Territorios Sevilla 2003.

El éxito de público de la edición 2002 hace que la organización decida cambiar la ubicación de los conciertos principales, eligiendo como escenario el entonces llamado Auditorio de la Cartuja (actualmente "Auditorio Rocío Jurado"). Se consigue así recibir a más público gracias a las 10 000 localidades con las que cuenta el Auditorio.
|                     | AUDITORIO DE LA CARTUJA          | CARPA HEINEKEN (En el auditorio) | PLAZA SAN FRANCISCO        |
| ------------------- | -------------------------------- | -------------------------------- | -------------------------- |
| Jueves 8 de junio   | - Orishas - Mártires del Compás  |                                  |                            |
| Jueves 15 de junio  | - Goran Bregovic                 |                                  |                            |
| Viernes 16 de junio | - Carlinhos Brown                | - Arto Lindsay - Bruno Galindo   | - Bapi Das Baul - Tomasito |
| Sábado 17 de junio  | - Bugge Wesseltoft - Carlos Jean | - Beady Belle - Dj Strangefruit  | - Tony Allen - Nojazz      |

### Séptima edición: Territorios Sevilla 2004
El festival amplía su oferta, pasando de tener cuatro días de conciertos en la edición 2003, a once en ésta de 2004. Los dos conciertos del Auditorio, aquellos de mayor afluencia de público, se programan de forma temática como "Territorios Urbanos" y "Territorios Hip Hop". Esta idea se repite en las siguientes ediciones (2005) y 2006, y en menor medida en 2007.
| Lunes 24 de mayo     | - Banda Iónica                     |                                     |                     |                                                                          |
| Martes 25 de mayo    | - Derviches de Konya               |                                     |                     |                                                                          |
| Miércoles 26 de mayo | - Divna Ljubojevic                 |                                     |                     |                                                                          |
| Jueves 27 de mayo    |                                    | - Encre                             |                     |                                                                          |
|                      | PLAZA DEL PAN                      | PZA. DE LA PESCADERÍA               | PLAZA SAN FRANCISCO | AUDITORIO DE LA CARTUJA                                                  |
| Viernes 28 de mayo   | - Carlos Carvalho y la Cooperativa | - Kilema                            | - Clotaire K        | TERRITORIOS URBANOS - Ojos de Brujo - Elbicho - Sidy Samb - Mojo Project |
| Sábado 29 de mayo    | - Taller de Compás Almanjáyar      | - Papa Ikot                         | - Oi Va Voi         | TERRITORIOS HIP-HOP - Akwid - Junior - Las Niñas - Haze                  |
|                      | PALENQUE                           | TEATRO CENTRAL                      |                     |                                                                          |
| Domingo 30 de mayo   |                                    | - Matmos                            |                     |                                                                          |
| Lunes 31 de mayo     |                                    | - Matthew Herbert & Gilles Peterson |                     |                                                                          |
| Jueves 3 de junio    | - Nitin Sawhney                    |                                     |                     |                                                                          |
| Viernes 4 de junio   | - Dominique A - Bebe               |                                     |                     |                                                                          |
| Sábado 5 de junio    | - Rebekka Bakken - Bebo Valdés     |                                     |                     |                                                                          |

### Octava edición: Territorios Sevilla 2005
En 2005 aparece como primera y única vez la Alameda de Hércules como escenario para los conciertos en la calle, y se alcanza el récord del festival en cuanto a espectadores, 75000 en total según cifras de la propia organización.
|                      | MONASTERIO SAN JERÓNIMO                                                          | ALAMEDA DE HÉRCULES                                                                                        | AUDITORIO DE LA CARTUJA                                     |
| -------------------- | -------------------------------------------------------------------------------- | --- | ----------------------------------------------------------- |
| Lunes 23 de mayo     | TERRITORIOS DE MUJER - Astrid Hadad                                              | |                                                             |
| Martes 24 de mayo    | TERRITORIOS DE MUJER - Rosa Passos                                               | |                                                             |
| Miércoles 25 de mayo | TERRITORIOS DE MUJER - Carmen París                                              | |                                                             |
| Jueves 26 de mayo    | TERRITORIOS CONTEMPORÁNEOS - Antony and the Johnsons - Dj Tomás Fdo. Flores      | |                                                             |
| Viernes 27 de mayo   | TERRITORIOS CONTEMPORÁNEOS - Cycle - Apparat Live - Phon. O Dj - Boni G. Miranda | TERRITORIOS URBANOS - Kaya - Romano Drom - Daara J - Planeta Tambor - Gecko Turner - Ska Cubano            |                                                             |
| Sábado 28 de mayo    | TERRITORIOS CONTEMPORÁNEOS - Domestic - Brüneto Live - Dj Freejoel - Dj Modjo    | TERRITORIOS URBANOS - Simao Félix - Dupain - Silverio Pessoa - El Sadaka - Maurice El Medioni - Larbi Dida |                                                             |
| Lunes 30 de mayo     | TERRITORIOS CONTEMPORÁNEOS - Arnaldo Antunes                                     | |                                                             |
| Martes 31 de mayo    | TERRITORIOS TRES CULTURAS - Rimitti                                              | |                                                             |
| Miércoles 1 de junio | TERRITORIOS TRES CULTURAS - Rachid Taha                                          | |                                                             |
| Jueves 2 de junio    | TERRITORIOS TRES CULTURAS - Luis Delgado & Orquesta Andalusí de Tánger           | |                                                             |
| Viernes 3 de junio   | TERRITORIOS ELECTRÓNICOS - Swayzak - Sex in Dallas - Dj Masterhitsi              | | - The Chieftains - Boudiño - Rare Folk                      |
| Sábado 4 de junio    |                                                                                  | | - The Vagos - Muchachito Bombo Infierno - Zuco 103 - Macaco |

### Novena edición: Territorios Sevilla 2006
Esta edición cuenta con la novedad de "Off Territorios"; una serie de conciertos días antes del propio festival, que se desarrollan en la Sala Malandar y que ofrece un cartel con artistas aún por consagrar.
|                      | SALA MALANDAR (Off Territorios)  | AUDITORIO DE LA CARTUJA | MONASTERIO DE LA CARTUJA (CAAC)                                                                    |
| -------------------- | -------------------------------- | --- | -------------------------------------------------------------------------------------------------- |
| Jueves 11 de mayo    | - Pepe Begines                   | | |
| Viernes 12 de mayo   | - La Selva Sur                   | | |
| Sábado 13 de mayo    | - Bambulée                       | | |
| Miércoles 17 de mayo | - El Puchero del Hortelano       | | |
| Jueves 18 de mayo    | - Experiencia Hendrix            | | |
| Viernes 19 de mayo   | - Beggars House - Seven Scissors | | |
| Sábado 20 de mayo    |                                  | TERRITORIOS SOLIDARIOS - Ojos de Brujo - Arístides Moreno - Mariem Hassam - Sidy Samb & Ascanwi Group - Los Aslandticos - Free Joel Dj | |
| Jueves 25 de mayo    |                                  | | TERRITORIOS DE MUJER - Najwa Nimri - Dani Siciliano Dj - Shiva Sound                               |
| Viernes 26 de mayo   |                                  | | TERRITORIOS MEDITERRÁNEOS - Lluís Llach - Acquaragia Drom - Lara López Dj                          |
| Sábado 27 de mayo    |                                  | | TERRITORIOS REGGAE - The Skatalites - Basque Dub Foundation - Jah Marniah - La Reggaera - Dj Floro |
| Jueves 1 de junio    |                                  | | TERRITORIOS TRES CULTURAS - Amadou & Mariam - Gnawa Difussion - Antonio Smash                      |
| Viernes 2 de junio   |                                  | | TERRITORIOS CONTEMPORÁNEOS - Tortoise - Jimmy Edgar - Neorama                                      |
| Sábado 3 de junio    |                                  | | TERRITORIOS MESTIZOS - Amparanoia - X Alfonso - Roy Paci & Aretuska - Los Rumbers Djs              |

### Décima edición: Territorios Sevilla 2007

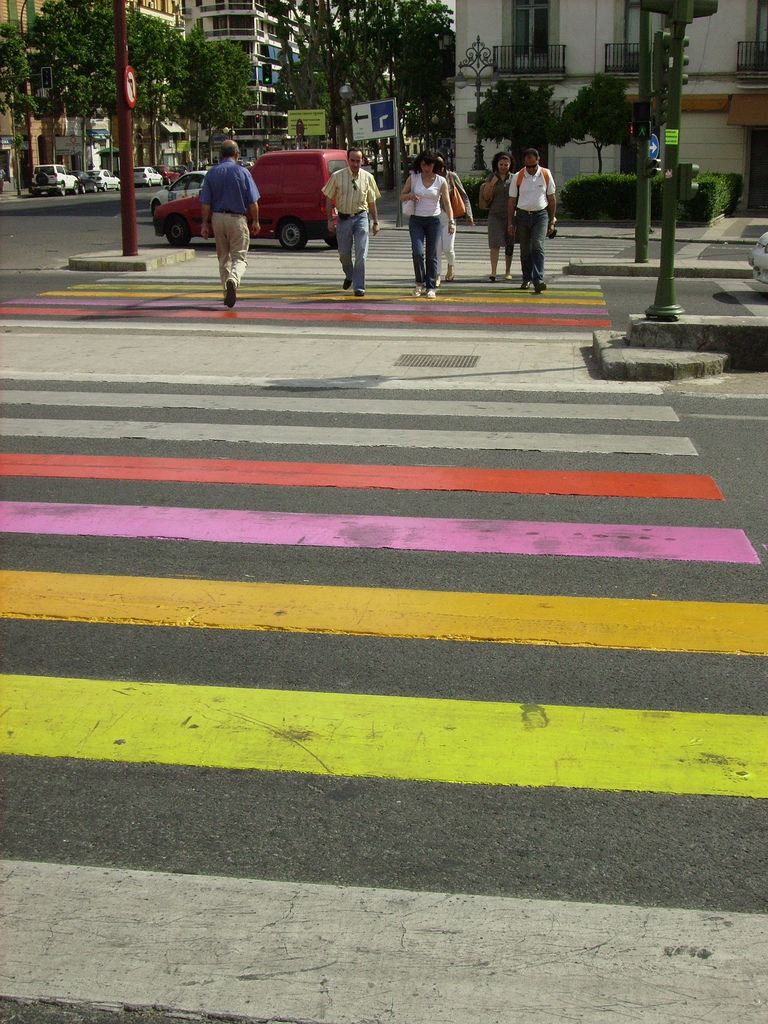
Paso de cebra pintado con motivo del festival, de Larraez.

En 2007 el Festival Territorios Sevilla cumple su décimo aniversario, y lo celebra con un cartel con un gran número de artistas, muchos de ellos de elevado "caché". Aunque las "músicas del mundo", como la denomina la propia organización, sigue siendo la nota predominante del festival, el cambio que se viene produciendo en ediciones anteriores con géneros como la electrónica o el "indie" se confirma en esta edición. Son varios los artistas con estilos claramente diferentes a lo que en un principio se programa en el festival y además son éstos los grupos que en su mayoría ocupan las primeras posiciones del cartel.

En el muelle de la Sal tienen lugar los conciertos gratuitos, de nuevo bajo el nombre "Territorios Urbanos", concentrados en un único día y con un total de siete actuaciones. El mismo número de artistas para cada jornada de conciertos de pago, cuatro noches en total que transcurren en el Monasterio de la Cartuja. 
Off Territorios se amplía a cinco fines de semana entre marzo, abril y mayo, en tres salas distintas.
|                     | SALA MALANDAR (Off Territorios)                                                                              | SALA LA CAJA NEGRA (Off Territorios)                | SALA EMPORIO (Off Territorios)   |                                       |
| ------------------- | --- | --------------------------------------------------- | -------------------------------- | ------------------------------------- |
| Jueves 15 de marzo  | - Hipnotik                                                                                                   |                                                     |                                  |                                       |
| Viernes 16 de marzo | | - Kaya                                              |                                  |                                       |
| Sábado 17 de marzo  | |                                                     | - Minimal Boys - Free Joel Dj    |                                       |
| Jueves 22 de marzo  | - Orquesta Chekara de Tetuan                                                                                 |                                                     |                                  |                                       |
| Viernes 23 de marzo | | - Pecker                                            |                                  |                                       |
| Sábado 24 de marzo  | |                                                     | - Tobías Becker - Chembass Dj    |                                       |
| Viernes 30 de marzo | | - Absenta                                           |                                  |                                       |
| Jueves 12 de abril  | - Vanexxa |                                                     |                                  |                                       |
| Viernes 13 de abril | | - Gusandgan Dj                                      |                                  |                                       |
| Sábado 14 de abril  | |                                                     | - Extrawelt - Expander Dj        |                                       |
| Jueves 3 de mayo    | - Gertrudis                                                                                                  |                                                     |                                  |                                       |
| Viernes 4 de mayo   | | - Dj Scratchy                                       |                                  |                                       |
| Sábado 5 de mayo    | |                                                     | - Noze - Gonçalo Dj              |                                       |
|                     | MUELLE DE LA SAL                                                                                             | ESCENARIO ICAS (En el CAAC)                         | ESCENARIO CRUZCAMPO (En el CAAC) | ESCENARIO TRES CULTURAS (En el CAAC)  |
| Viernes 11 de mayo  | TERRITORIOS URBANOS - Jamaica All Stars - La Kinky Beat - DAM - Elemotho - Terracota - Romano Drom - Mau Mau |                                                     |                                  |                                       |
| Viernes 18 de mayo  | | - Carlinhos Brown - Capercaillie - Dj Awal          | - Akli D - Enzo Avitabile        | - Mazaher - Burnt Friedman            |
| Sábado 19 de mayo   | | - Lee "Scratch" Perry - Ismael Lo - Sargento García | - Manuel Imán - Aterciopelados   | - Deladap Club - Professor Angel Dust |
| Viernes 25 de mayo  | | - SFDK - Tote King - Mala Rodríguez                 | - Birdy Nam Nam - Carl Craig     | - Third Eye Foundation - Radian       |
| Sábado 26 de mayo   | | - Mogwai - Echo and the Bunnymen - Violent Femmes   | - Ellen Allien - Maga            | - Max Richter - Ryoji Ikeda           |

### Decimoctava edición: Territorios Sevilla 2015
El Territorios Sevilla 2015 se celebrará los días 12 y 13 de junio en el recinto del Centro Andaluz de Arte Contemporáneo, en el Monasterio de la Cartuja. Los grupos del cartel de este años son los siguientes:
|                     | Escenario 1 | Escenario 2                                                                               |
| ------------------- | --- | ----------------------------------------------------------------------------------------- |
| Viernes 12 de junio | - Afrojack - Javy Union - Julian Jewell Live - Rayden - SFDK - Mediyama - The Strypes                                                              | - Richie Hawtin - Irie Souljah - Dorian - JP Candela - Macaco - DJ Mesh - The Zombie Kids |
| Sábado 13 de junio  | - Calle 13 - Bomba Estéreo - Juanito Makandé - Paul Ritch - Shotta (+morodo+tote king+nerviozzo+mad division+endikah+jotaandjota) - Supersubmarina | - The Ting Tings - Dubioza Kolektiv - El Chojín - Ilegales - Mártires del Compás          |

## Otros datos
- Un total de 13 grupos o artistas han actuado dos veces, en diferentes ediciones del festival: Rare Folk (98 y 05), Capercaillie (98 y 07), Kepa Junkera (98 y 00), The Chieftains (98 y 05), Rimitti (99 y 05), Natacha Atlas (99 y 01), Ismael Lo (00 y 07), Orishas (01 y 03), Fun´da´mental (01 y 02), Macaco (02 y 05), Goran Bregovic (02 y 03), Carlinhos Brown ( 03 y 07) y Sidy Samb (04 y 06).

- Han sido 20 en total los lugares de la ciudad en los que se han ubicado escenarios para los conciertos del festival, 10 para los de pago y otros tantos para espectáculos gratuitos. Estos son:

- Con conciertos de pago: Palacio de Deportes San Pablo, Monasterio San Jerónimo, Auditorio de la Cartuja, Real Alcázar, Teatro Central, Palenque, Monasterio de la Cartuja, Sala Malandar, Sala Caja Negra y Sala Emporio. (Estos tres últimos acogiendo el "Off Territorios").
- Con conciertos gratuitos: Plaza San Andrés, Plaza del Salvador, Plaza San Francisco, Plaza Nueva, Prado de San Sebastián, patio del Rectorado de la Universidad de Sevilla, Plaza del Pan, Plaza de la Pescadería, Alameda de Hércules y muelle de la Sal.